# Redeemer of Souls Tour
Redeemer of Souls Tour es la vigésima sexta gira mundial de conciertos de la banda británica de heavy metal Judas Priest, en promoción al álbum Redeemer of Souls de 2014. Comenzó el 1 de octubre de 2014 en el recinto Main Street Armory de Rochester (Nueva York) en los Estados Unidos y culminó el 17 de diciembre de 2015 en el Oberhausen Arena de Oberhausen en Alemania. Gracias a esta gira tocaron por primera vez en Nueva Zelanda.

## Antecedentes
Con dos meses de anticipación al lanzamiento de Redeemer of Souls, la banda anunció que darían una serie de conciertos para promocionar su décima séptima producción de estudio. A fines de junio, dieron a conocer las primeras veintiún fechas por los Estados Unidos para los meses de octubre y noviembre, las cuales aumentaron a más de treinta con el pasar de los días, incluidas dos presentaciones en Canadá, siendo teloneados en todas ellas por la banda Steel Panther.
Antes de finalizar el año, se confirmó algunas presentaciones en Australia para fines de febrero de 2015 y a su vez la primera visita en Nueva Zelanda, como parte del festival West Fest. De igual manera, la gira contempló fechas en Japón y Corea del Sur para marzo y once conciertos por cuatro países latinoamericanos durante fines de abril y principios de mayo. Luego dieron seis conciertos por los Estados Unidos a mediados de mayo, para dar paso a su primera visita por Europa, principalmente en los escenarios de los festivales más grandes del continente como el Wacken Open Air, Download Festival y Hellfest, entre otros, durante los meses de junio y julio. El 11 de julio retornaron a Estados Unidos con cinco fechas, mientras que desde el 25 de julio hasta el 1 de agosto se presentaron en cinco ciudades europeas.
El 16 de octubre de 2015 iniciaron su cuarta visita por Norteamérica, con ocho fechas en los Estados Unidos y seis en Canadá, donde fueron teloneados mayormente por Mastodon. El 17 de noviembre comenzaron su tercer visita por Europa, de los cuales destacó sus presentaciones por Inglaterra y Escocia con la banda Michael Schenker's Temple Of Rock como teloneros. Ya en diciembre dieron sus últimos conciertos por siete países europeos junto a UFO como artista invitado.

## Lista de canciones
Durante las presentaciones de 2014 la banda tocó un solo listado de canciones, que destacó por contener cuatro temas del disco Redeemer of Souls y por incluir las canciones «Love Bites» y «Defenders of the Faith», que durante años no las tocaban en vivo. A principios de 2015 y desde los conciertos por Oceanía y Asia, agregaron las canciones «The Hellion», «Electric Eye» y «Painkiller». Por su parte y desde el 16 de octubre de 2015 incluyeron «Desert Plains», «The Rage» y «Screaming for Vengeance». A continuación el setlist tocado en El Paso (Texas), el 8 de noviembre de 2014.
1. «Dragonaut»
2. «Metal Gods»
3. «Devil's Child»
4. «Victim of Changes»
5. «Halls of Valhalla»
6. «Love Bites»
7. «March of the Damned»
8. «Turbo Lover»
9. «Redeemer of Souls»
10. «Beyond the Realms of Death»
11. «Jawbreaker»
12. «Breaking the Law»
13. «Hell Bent for Leather»
14. «You've Got Another Thing Comin'»
15. «Living After Midnight»
16. «Defenders of the Faith»

## Cifras
El 21 de diciembre de 2015 el guitarrista Richie Faulkner, a través de su cuenta oficial en Facebook, agradeció al equipo y a sus fanáticos por haber participado de la gira y también entregó algunas cifras sobre alimentos, insumos y equipos de grabación que contó la gira durante los 130 conciertos. En ese comunicado contó que se grabaron 240 rollos de cintas y 360 rollos de cinta Marley, el equipo usó 4500 camisetas, se emplearon 480 pares de baquetas de batería y se usaron 7000 toallas. Además se consumieron 8000 cervezas frías, 450 kilogramos de pizza y 20 000 botellas de agua. Por último, durante los 468 días en la que se llevó a cabo la gira viajaron alrededor de 128 000 kilómetros, equivalente a viajar cinco veces alrededor de la Tierra.

## Fechas

### Fechas de 2014
| Fecha           | País           | Ciudad           | Recinto                               | Notas                        |
| Norteamérica    | Norteamérica   | Norteamérica     | Norteamérica                          | Norteamérica                 |
| --------------- | -------------- | ---------------- | ------------------------------------- | ---------------------------- |
| 1 de octubre    | Estados Unidos | Rochester        | Main Street Armory                    | teloneados por Steel Panther |
| 3 de octubre    | Estados Unidos | Hammond          | The Venue at Horseshoe Casino         | teloneados por Steel Panther |
| 4 de octubre    | Estados Unidos | Louisville       | Louder Than Life Festival             | teloneados por Steel Panther |
| 6 de octubre    | Canadá         | Montreal         | Centre Bell                           | teloneados por Steel Panther |
| 7 de octubre    | Canadá         | Orillia          | Casino Rama                           | teloneados por Steel Panther |
| 9 de octubre    | Estados Unidos | Brooklyn         | Barclays Center                       | teloneados por Steel Panther |
| 10 de octubre   | Estados Unidos | Atlantic City    | Harrah's Atlantic City                | teloneados por Steel Panther |
| 11 de octubre   | Estados Unidos | Mashantucket     | Foxwoods Resort Casino                | teloneados por Steel Panther |
| 14 de octubre   | Estados Unidos | Lowell           | Tsongas Center                        | teloneados por Steel Panther |
| 15 de octubre   | Estados Unidos | Allentown        | PPL Center                            | teloneados por Steel Panther |
| 17 de octubre   | Estados Unidos | East Rutherford  | Izod Center                           | teloneados por Steel Panther |
| 18 de octubre   | Estados Unidos | Pittsburgh       | Peterson Events Center                | teloneados por Steel Panther |
| 19 de octubre   | Estados Unidos | Detroit          | Fox Theatre                           | teloneados por Steel Panther |
| 21 de octubre   | Estados Unidos | Kansas City      | Arvest Bank Theatre at the Midland    | teloneados por Steel Panther |
| 22 de octubre   | Estados Unidos | Evansville       | Ford Center                           | teloneados por Steel Panther |
| 24 de octubre   | Estados Unidos | Baltimore        | Pier Six Pavilion                     | teloneados por Steel Panther |
| 25 de octubre   | Estados Unidos | Portsmouth       | nTelos Wireless Pavilion              | teloneados por Steel Panther |
| 26 de octubre   | Estados Unidos | Simpsonville     | Charter Amphitheatre at Heritage Park | teloneados por Steel Panther |
| 28 de octubre   | Estados Unidos | Duluth           | Arena at Gwinnett Center              | teloneados por Steel Panther |
| 29 de octubre   | Estados Unidos | Orlando          | Hard Rock Live                        | teloneados por Steel Panther |
| 30 de octubre   | Estados Unidos | Hollywood        | Hard Rock Live                        | teloneados por Steel Panther |
| 2 de noviembre  | Estados Unidos | Corpus Christi   | Concrete Street Amphitheater          | teloneados por Steel Panther |
| 4 de noviembre  | Estados Unidos | Laredo           | Laredo Energy Arena                   | teloneados por Steel Panther |
| 6 de noviembre  | Estados Unidos | Allen            | Allen Event Center                    | teloneados por Steel Panther |
| 7 de noviembre  | Estados Unidos | Austin           | Fun Fun Fun Fest                      | teloneados por Steel Panther |
| 8 de noviembre  | Estados Unidos | El Paso          | Don Haskins Center                    | teloneados por Steel Panther |
| 10 de noviembre | Estados Unidos | Los Angeles      | Nokia Theatre L.A. Live               | teloneados por Steel Panther |
| 12 de noviembre | Estados Unidos | Glendale         | Jobing.com Arena                      | teloneados por Steel Panther |
| 13 de noviembre | Estados Unidos | Highland         | San Manuel Indian Bingo & Casino      | teloneados por Steel Panther |
| 14 de noviembre | Estados Unidos | Las Vegas        | Pearl Concert Theatre                 | teloneados por Steel Panther |
| 16 de noviembre | Estados Unidos | San José         | City National Civic                   | teloneados por Steel Panther |
| 18 de noviembre | Estados Unidos | West Valley City | Maverik Center                        | teloneados por Steel Panther |
| 19 de noviembre | Estados Unidos | Broomfield       | 1stBank Center                        | teloneados por Steel Panther |
| 21 de noviembre | Estados Unidos | Boise            | CenturyLink Arena                     | teloneados por Steel Panther |
| 22 de noviembre | Estados Unidos | Tacoma           | Tacoma Dome                           | teloneados por Steel Panther |

### Fechas de 2015
| Fecha            | País            | Ciudad             | Recinto                          | Notas                                                |
| Oceanía          | Oceanía         | Oceanía            | Oceanía                          | Oceanía                                              |
| ---------------- | --------------- | ------------------ | -------------------------------- | ---------------------------------------------------- |
| 21 de febrero    | Australia       | Melbourne          | Soundwave Festival               |                                                      |
| 22 de febrero    | Australia       | Adelaida           | Soundwave Festival               |                                                      |
| 24 de febrero    | Australia       | Sídney             | The Enmore                       | teloneados por DragonForce                           |
| 26 de febrero    | Australia       | Brisbane           | Eaton Hills Hotel                | teloneados por DragonForce                           |
| 28 de febrero    | Australia       | Brisbane           | Soundwave Festival               |                                                      |
| 1 de marzo       | Australia       | Sídney             | Soundwave Festival               |                                                      |
| 3 de marzo       | Nueva Zelanda   | Auckland           | West Fest                        |                                                      |
| Asia             |                 |                    |                                  |                                                      |
| 6 de marzo       | Japón           | Tokio              | Ex Theater                       |                                                      |
| 7 de marzo       | Japón           | Osaka              | Orix Theater                     |                                                      |
| 9 de marzo       | Japón           | Nagoya             | Shi Kokaido Hall                 |                                                      |
| 11 de marzo      | Japón           | Tokio              | Nippon Budokan                   |                                                      |
| 13 de marzo      | Japón           | Sapporo            | Zepp Sapporo                     |                                                      |
| 16 de marzo      | Corea del Sur   | Seúl               | AX Hall                          |                                                      |
| Latinoamérica    |                 |                    |                                  |                                                      |
| 20 de abril      | Brasil          | Recife             | Chevrolet Hall                   |                                                      |
| 23 de abril      | Brasil          | Río de Janeiro     | Vivo Rio                         | teloneados por Accept y Robertinho do Recife         |
| 25 de abril      | Brasil          | São Paulo          | Monsters of Rock                 |                                                      |
| 26 de abril      | Brasil          | São Paulo          | Monsters of Rock                 |                                                      |
| 28 de abril      | Brasil          | Curitiba           | Monsters of Rock                 |                                                      |
| 30 de abril      | Brasil          | Porto Alegre       | Monsters of Rock                 |                                                      |
| 2 de mayo        | Argentina       | Buenos Aires       | Ciudad del Rock                  |                                                      |
| 5 de mayo        | Chile           | Santiago de Chile  | Movistar Arena                   | teloneados por Motörhead e Inquisición               |
| 8 de mayo        | México          | Ciudad de México   | Palacio de los Deportes          |                                                      |
| 9 de mayo        | México          | Guadalajara        | Force Metal Fest                 |                                                      |
| 11 de mayo       | México          | Monterrey          | Auditorio Banamex                |                                                      |
| Norteamérica II  |                 |                    |                                  |                                                      |
| 14 de mayo       | Estados Unidos  | Cedar Park         | Cedar Park Center                | teloneados por Texas Hippie Coalition                |
| 16 de mayo       | Estados Unidos  | Columbus           | Rock on the Range                |                                                      |
| 17 de mayo       | Estados Unidos  | Cincinnati         | Horsehouse Cincinnati            | teloneados por Saxon                                 |
| 19 de mayo       | Estados Unidos  | St. Charles        | Family Arena                     | teloneados por Saxon                                 |
| 20 de mayo       | Estados Unidos  | Council Bluffs     | Harrah's Casino                  | teloneados por Saxon                                 |
| 21 de mayo       | Estados Unidos  | Rosemont           | Rosemont Theatre                 | teloneados por Saxon                                 |
| Europa           |                 |                    |                                  |                                                      |
| 30 de mayo       | Alemania        | Múnich             | Rockavaria Festival              |                                                      |
| 31 de mayo       | Alemania        | Nürburgring        | Grune Holle Festival             |                                                      |
| 2 de junio       | Noruega         | Oslo               | Oslo Spektrum                    | teloneados por Def Leppard y Five Finger Death Punch |
| 4 de junio       | Finlandia       | Helsinki           | Helsinki Ice Hall                | teloneados por Five Finger Death Punch               |
| 6 de junio       | Suecia          | Sölvesborg         | Sweden Rock Festival             |                                                      |
| 8 de junio       | Alemania        | Hamburgo           | Alsterdorfer Sporthalle          | teloneados por Five Finger Death Punch               |
| 9 de junio       | Alemania        | Berlín             | Treptow Arena                    | teloneados por Five Finger Death Punch               |
| 12 de junio      | Inglaterra      | Donington          | Download Festival                |                                                      |
| 15 de junio      | Países Bajos    | Utrecht            | TrivoliVredenburg                |                                                      |
| 16 de junio      | Luxemburgo      | Esch-sur-Alzette   | Rockhal                          | teloneados por Five Finger Death Punch               |
| 17 de junio      | Francia         | París              | Zénith de París                  | teloneados por Five Finger Death Punch               |
| 19 de junio      | Francia         | Clisson            | Hellfest                         |                                                      |
| 20 de junio      | Bélgica         | Dessel             | Graspop Metal Meeting            |                                                      |
| 21 de junio      | Suiza           | Hinwil             | Rock The Ring Festival           |                                                      |
| 23 de junio      | Italia          | Milán              | Assago Summer Arena              | teloneados por Five Finger Death Punch               |
| 25 de junio      | República Checa | Ostrava            | ČEZ Aréna                        | teloneados por Five Finger Death Punch               |
| 26 de junio      | República Checa | Praga              | O2 Arena                         | teloneados por Five Finger Death Punch               |
| 27 de junio      | Polonia         | Łódź               | Atlas Arena                      | teloneados por Five Finger Death Punch               |
| 29 de junio      | Serbia          | Belgrado           | Belgrado Calling Festival        |                                                      |
| 30 de junio      | Bulgaria        | Sofía              | Armeec Arena                     | teloneados por Helloween                             |
| 1 de julio       | Rumania         | Bucarest           | Romexpo                          | teloneados por Helloween                             |
| 4 de julio       | Grecia          | Atenas             | Rockwave Festival                |                                                      |
| Norteamérica III |                 |                    |                                  |                                                      |
| 11 de julio      | Estados Unidos  | Biloxi             | Hard Rock Biloxi Hotel & Casino  |                                                      |
| 13 de julio      | Estados Unidos  | Grand Prairie      | Verizon Theatre at Grand Prairie | teloneados por Texas Hippie Coalition                |
| 15 de julio      | Estados Unidos  | Sterling Heights   | Freedom Hill Amphitheatre        | teloneados por Pop Evil                              |
| 16 de julio      | Estados Unidos  | Oshkosh            | RockUSA Festival                 |                                                      |
| 18 de julio      | Estados Unidos  | Cadott             | Rock Fest                        |                                                      |
| Europa II        |                 |                    |                                  |                                                      |
| 25 de julio      | España          | Barcelona          | Rock Fest                        |                                                      |
| 26 de julio      | España          | Madrid             | Auditorio Miguel Ríos de Rivas   | teloneados por Krokus y Helloween                    |
| 29 de julio      | Hungría         | Székesfehérvár     | Fezen Festival                   |                                                      |
| 30 de julio      | Austria         | Graz               | Seerock Festival                 |                                                      |
| 1 de agosto      | Alemania        | Wacken             | Wacken Open Air                  |                                                      |
| Norteamérica IV  |                 |                    |                                  |                                                      |
| 16 de octubre    | Estados Unidos  | El Paso de Robles  | Vina Robles Amphitheater         | teloneados por Mastodon                              |
| 17 de octubre    | Estados Unidos  | Las Vegas          | Pearl Concert Theater            | teloneados por Mastodon                              |
| 21 de octubre    | Estados Unidos  | San José           | City National Civic              | teloneados por Mastodon                              |
| 23 de octubre    | Estados Unidos  | Fresno             | William Saroyan Theatre          | teloneados por Mastodon                              |
| 24 de octubre    | Estados Unidos  | San Bernardino     | Knotfest                         |                                                      |
| 27 de octubre    | Canadá          | Vancouver          | Hard Rock                        |                                                      |
| 28 de octubre    | Canadá          | Vancouver          | Hard Rock                        |                                                      |
| 31 de octubre    | Canadá          | Regina             | Brandt Centre                    | teloneados por One Bad Son                           |
| 1 de octubre     | Canadá          | Winnipeg           | MTS Centre                       | teloneados por One Bad Son                           |
| 3 de noviembre   | Estados Unidos  | Peoria             | Civic Center                     | teloneados por Mastodon                              |
| 5 de noviembre   | Estados Unidos  | Huntington         | Paramount Theatre                | teloneados por Mastodon                              |
| 6 de noviembre   | Estados Unidos  | Huntington         | Paramount Theatre                | teloneados por Mastodon                              |
| 7 de noviembre   | Estados Unidos  | Newark             | Prudential Center                | teloneados por Mastodon                              |
| 10 de noviembre  | Canadá          | Halifax            | Scotiabank Centre                | teloneados por Mastodon                              |
| 12 de noviembre  | Canadá          | Toronto            | Air Canada Centre                | teloneados por Mastodon                              |
| Europa III       |                 |                    |                                  |                                                      |
| 17 de noviembre  | Países Bajos    | Tilburgo           | 013                              |                                                      |
| 18 de noviembre  | Alemania        | Fráncfort del Meno | Jahrhunderthalle                 | teloneados por The Dead Daisies                      |
| 20 de noviembre  | Suiza           | Ginebra            | Arena Geneve                     |                                                      |
| 23 de noviembre  | Inglaterra      | Bradford           | St George's Hall                 | teloneados por Michael Schenker's Temple Of Rock     |
| 24 de noviembre  | Escocia         | Glasgow            | Barrowlands                      | teloneados por Michael Schenker's Temple Of Rock     |
| 26 de noviembre  | Inglaterra      | Wolverhampton      | The Civic Hall                   | teloneados por Michael Schenker's Temple Of Rock     |
| 28 de noviembre  | Inglaterra      | Mánchester         | Manchester Apollo                | teloneados por Michael Schenker's Temple Of Rock     |
| 30 de noviembre  | Inglaterra      | Portsmouth         | Guildhall                        | teloneados por Michael Schenker's Temple Of Rock     |
| 1 de diciembre   | Inglaterra      | Londres            | Brixton Academy                  | teloneados por Michael Schenker's Temple Of Rock     |
| 4 de diciembre   | Suecia          | Karlstad           | Löfbergs Arena                   | teloneados por UFO                                   |
| 5 de diciembre   | Suecia          | Estocolmo          | Globen Arena                     | teloneados por UFO                                   |
| 7 de diciembre   | Estonia         | Tallin             | Saku Suurhall                    | teloneados por UFO                                   |
| 8 de diciembre   | Lituania        | Vilna              | Siemens Arena                    | teloneados por UFO                                   |
| 10 de diciembre  | Polonia         | Gdansk             | Ergo Arena                       | teloneados por UFO                                   |
| 12 de diciembre  | República Checa | Brno               | Rondo Arena                      | teloneados por UFO                                   |
| 14 de diciembre  | Alemania        | Stuttgart          | Schleyerhalle                    | teloneados por UFO                                   |
| 16 de diciembre  | Bélgica         | Bruselas           | Forest National                  | teloneados por UFO                                   |
| 17 de diciembre  | Alemania        | Oberhausen         | Oberhausen Arena                 | teloneados por UFO                                   |

## Músicos
- Rob Halford: voz
- Glenn Tipton: guitarra eléctrica
- Richie Faulkner: guitarra eléctrica
- Ian Hill: bajo
- Scott Travis: batería